# Spoorlijn Berlijn - Görlitz
De spoorlijn Berlijn - Görlitz is een Duitse spoorlijn als lijn 6142 onder beheer van DB Netze.

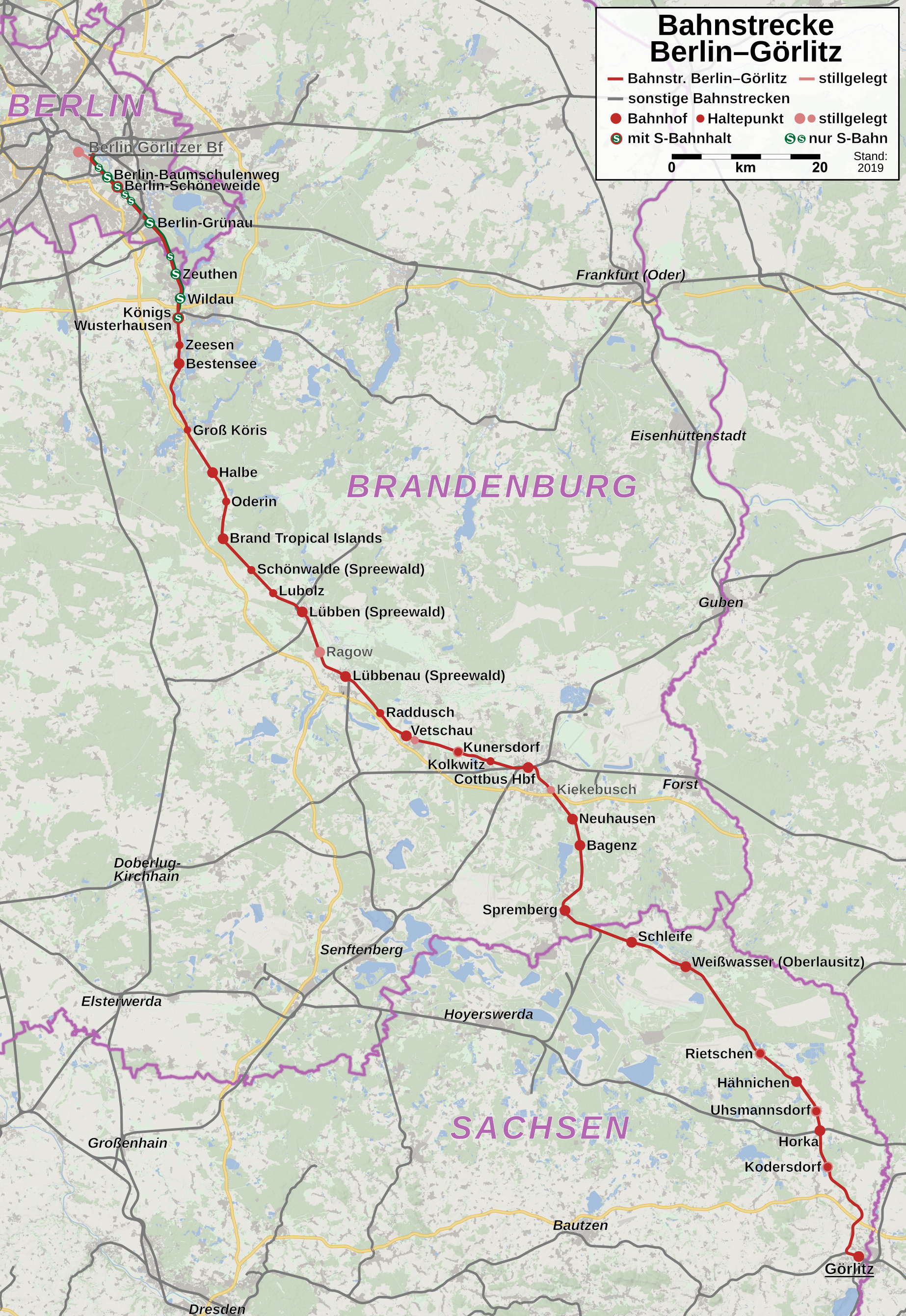
Meer gedetailleerde trajectkaart

## Geschiedenis
Het traject werd door de Berlin-Görlitzer Eisenbahn-Gesellschaft in fases geopend:
- 13 september 1866: Berlijn - Cottbus
- 31 december 1867: Cottbus - Görlitz

In 1882 werd de Berlin-Görlitzer Eisenbahn-Gesellschaft overgenomen door de Preußische Staatseisenbahnen.
In 1952 werd de Görlitzer Bahnhof in Berlijn voor het personenvervoer gesloten.

## Treindiensten

### Deutsche Bahn
De Deutsche Bahn verzorgt het personenvervoer op dit traject met InterCity- en RE-treinen tussen Berlijn en Cottbus.

### ODEG
De Ostdeutsche Eisenbahngesellschaft (ODEG) verzorgt het personenvervoer op dit traject met Regionalbahn treinen tussen Cottbus en Görlitz. De ODEG gebruikt voor deze treindienst treinstellen van het type VT 642.

## Aansluitingen
In de volgende plaatsen is of was er een aansluiting van de volgende spoorlijnen:

### Berlin Görlitzer Bahnhof

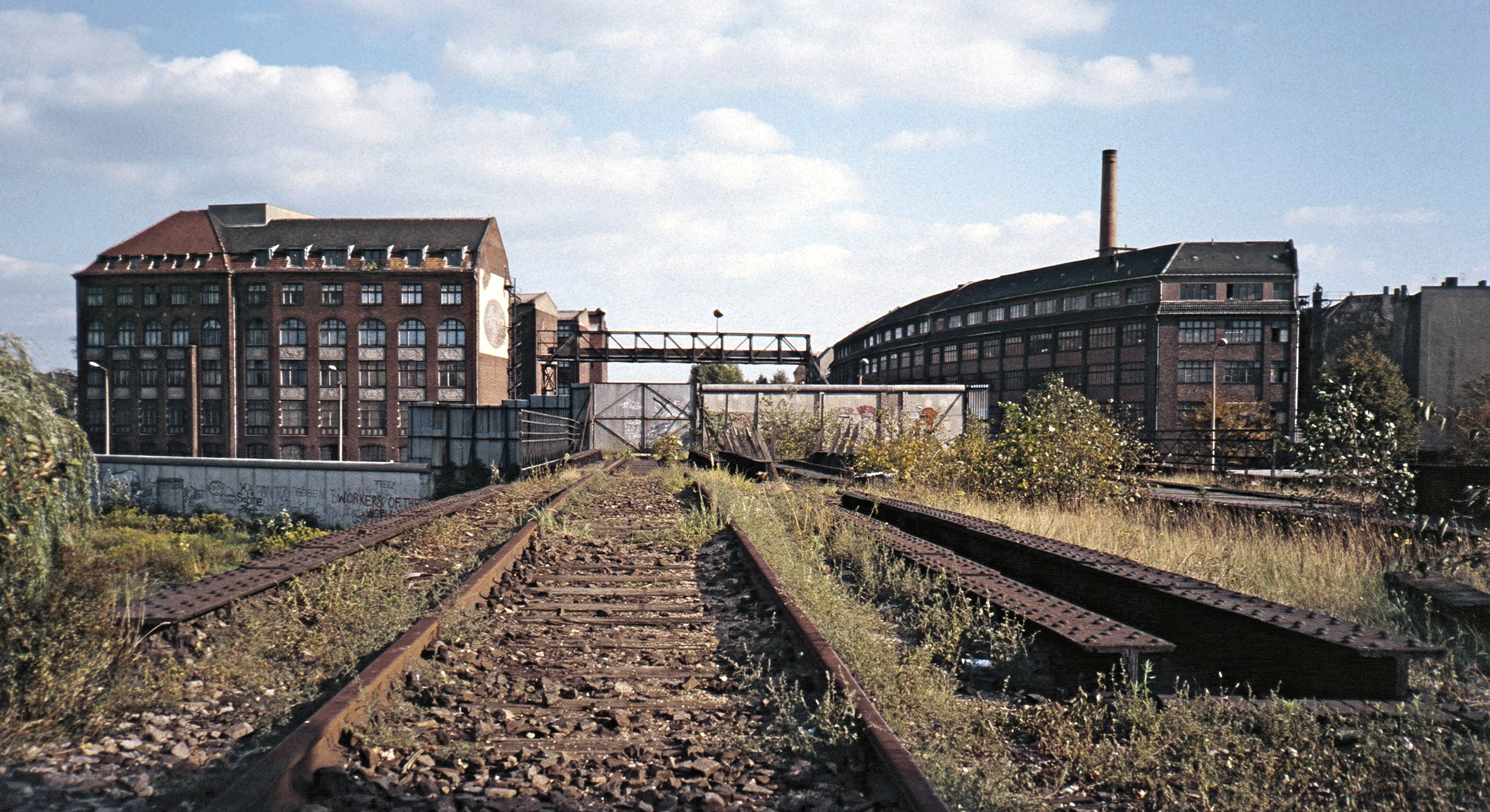
De brug over het Landwehrkanaal en daar achter de Berlijnse Muur in 1986 gezien vanuit het Görlitzer Bahnhof

- lijn 1 van de U-Bahn Berlin

### Berlin-Schöneweide
- Verbindingsbaan, spoorlijn en S-Bahn tussen Berlijn Ringbahn en Berlin-Schöneweide

### Königs Wusterhausen
- Königs Wusterhausen - Grunow, spoorlijn tussen Königs Wusterhausen en Grunow
- Königs Wusterhausen - Mittenwalde, spoorlijn tussen Königs Wusterhausen - Mittenwalde

### Lübben
Lübben (Spreewald)
- Niederlausitzer Eisenbahn, spoorlijn tussen Falkenberg en Beeskow

### Lübbenau
Lübbenau (Spreewald)
- Lübbenau - Kamenz, spoorlijn tussen Lübbenau (Spreewald) en Kamenz

### Cottbus
- Berlin - Görlitz, spoorlijn tussen Berlin en Görlitz (km 114,7)
- Halle - Cottbus, spoorlijn tussen Halle en Cottbus (km 173,9)
- Cottbus - Guben, spoorlijn tussen Cottbus en Guben (km 173,9)
- Cottbus - Frankfurt, spoorlijn tussen Cottbus en Grunow - Frankfurt (Oder) (km 79,7)
- Cottbus - Żary, spoorlijn tussen Cottbus en Żary (km -0,6)
- Großenhain - Cottbus, spoorlijn tussen Großenhain en Cottbus (km 79,7)
- Cottbuser Straßenbahn (Cottbusverkehr GmbH), tram in en rond de stad Cottbus

### Weißwasser
Weißwasser (Oberlausitz)
- Weißwasser - Bad Muskau, spoorlijn tussen Weißwasser en Bad Muskau
- Waldeisenbahn Muskau GmbH, spoorlijnen met spoorwijdte van 600 mm rond Weißwasser (Oberlausitz)

### Horka
- Węgliniec - Roßlau (Elbe), spoorlijn tussen Węgliniec en Roßlau (Elbe)
- Horka - Sanice, spoorlijn tussen Horka en Sanice (Sänitz)

### Görlitz
- Görlitz - Dresden-Neustadt, spoorlijn tussen Görlitz en Dresden-Neustadt
- Görlitz - Węgliniec, spoorlijn tussen Görlitz en Węgliniec
- Görlitz - Wałbrzych, spoorlijn tussen Görlitz en Wałbrzych
- Neißetalbahn, spoorlijn tussen Görlitz en Zittau
- Verkehrsgesellschaft Görlitz (VGG), tram in en rond de stad Görlitz

## Elektrische tractie
De S-Bahn van Berlin tussen Berlin en Königs Wusterhausen maakte gebruik van een stroomrail. Dit net is met een spanning van 800 volt gelijkstroom.
Het traject werd in 1988/1989 tussen Berlijn en Cottbus geëlektrificeerd met een spanning van 15.000 volt 16⅔ Hz wisselstroom.